# Theodor Strobl
Theodor Strobl (* 25. August 1941 in Reichenberg; † 6. September 2023 in München) war ein deutscher Bauingenieur, Beamter im Bauwesen und Hochschullehrer mit dem Arbeitsschwerpunkt Wasserbau.

## Ausbildung und Beruf
Strobl wurde am 25. August 1941 in Reichenberg geboren. Von 1963 bis 1968 studierte Theodor Strobl Bauingenieurwesen zunächst am Johannes-Kepler-Polytechnikum in Regensburg, dann an der Technischen Universität Darmstadt.
Anschließend arbeitete er bis 1971 als Leiter von nationalen und internationalen Bauprojekten der Hochtief. 1975 begann Strobl seine Beamtenlaufbahn in der Obersten Baubehörde in München und wurde dort Referent für Talsperren. Nach seiner Promotion an der Technischen Hochschule Darmstadt 1982 übernahm er die Leitung des Talsperren-Neubauamts Nürnberg. 1987 wechselte er zurück an die Oberste Baubehörde München und war als Ministerialrat verantwortlich für den Bereich Wasserkraft und Talsperren. 1989 berief die Technische Universität München Strobl auf den Lehrstuhl für Wasserbau und Wasserwirtschaft, den er bis zu seiner Emeritierung 2007 besetzte. Er verstarb am 6. September 2023 in München.

## Arbeitsgebiete und wissenschaftliche Interessen
Als ein Beispiel für die Wasserbauprojekte, an denen Theodor Strobl als höherer bayerischer Beamter im Bauwesen beteiligt war, ist das Fränkische Seenland zu nennen. In Jordanien, Oman, Nepal und Kenia war Strobl Berater zu Staudammprojekten.
Seine wissenschaftlichen Interessen umfassten die Anwendung von Materialien zum Bau von Staumauern, die Abdichtung der Untergründe und Sicherheitsfragen von Staudämmen. Auf dem Gebiet der Fließgewässer leistete er Beiträge zum Hochwasserschutz, zur Bewegung von Geschiebe und zur Renaturierung; dazu entwickelte er mathematische und physikalische Modelle.
Ein besonderes Anliegen war ihm die Sicherung einer gerechten und nachhaltigen Verteilung von Wasserressourcen unter anderem durch geeignete Entnahmeerfassung und effiziente Verteilungsplanung.

## Schriften (Auswahl)
- Das Tragverhalten einer flüssigkeitsgestützten Erdwand neben einer Einzellast. Technische Hochschule, Darmstadt 1982, DNB 211332224 (Dissertation).
- mit Franz Zunic: Wasserbau. Aktuelle Grundlagen – neue Entwicklungen. Springer, Berlin 2006, ISBN 3-540-22300-2.

## Ehrungen
- Heinz-Maier-Leibnitz-Medaille, 2009[6]
- Ehrennadel der Deutschen Vereinigung für Wasserwirtschaft, Abwasser und Abfall, DWA, 2010[7]
- Bundesverdienstkreuz am Bande, 2021[8]
- TUM Emeritus of Excellence[1]